# Quercus falcata
Quercus falcata, conocido comúnmente como el roble rojo del Sur o roble español, es una especie arbórea del género Quercus de la familia Fagáceas. Pertenece a la Sección Lobatae; del roble rojo de América del Norte, Centroamérica y el norte de América del Sur que tienen los estilos largos, las bellotas maduran en 18 meses y tienen un sabor muy amargo.  Las hojas suelen tener un número muy variable de lóbulos, algunos con la característica forma curva (forma de hoz) que le proporcionan su nombre, y cada uno de ellos terminado en una, dos, e incluso tres puntas de distinta agudeza.

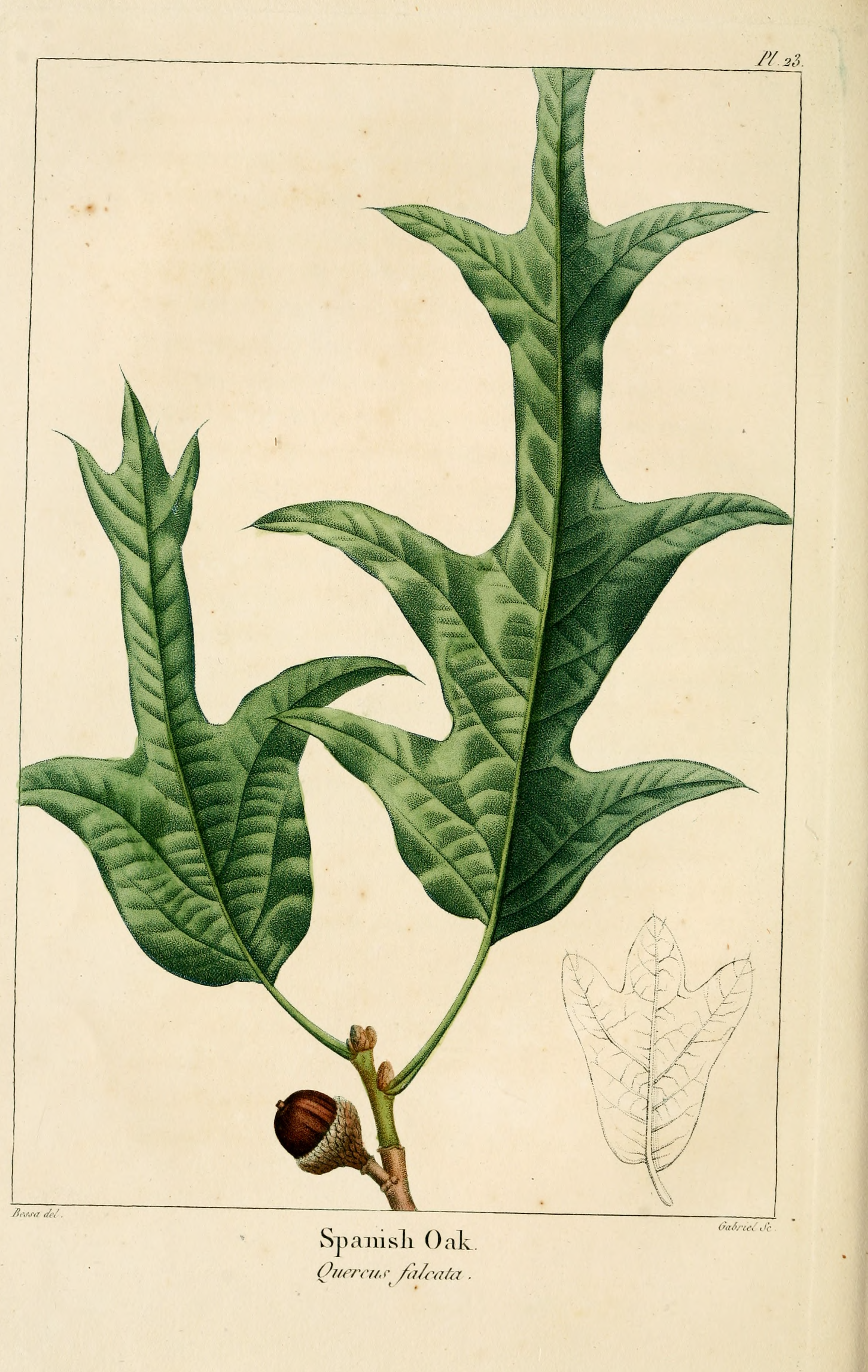
Ilustración

## Distribución y hábitat
Procede del sudeste de los Estados Unidos. Aparece en lugares de tierras altas áridos o arenosos desde el sur de Nueva York (Long Island) hacia el sur hasta el centro de Florida y hacia el oeste llega hasta el sur de Misuri y el este de Texas.

## Descripción
Se trata de un árbol caducifolio de tamaño medio que alcanza 25-30 m de altura, raramente 35 m, con un tronco de hasta metro y medio de diámetro, la corona rematada en una cabeza ancha. Las hojas tienen 10-30 cm de largo y 6-16 cm de ancho, con 3 a 5 lóbulos de punta aguda, a menudo curvados, el lóbulo central es largo y estrecho; el número reducido lóbulos largos es decisivo para distinguir este roble rojo del Sur de otros robles rojos. La base de la hoja es claramente redondeada, en forma de campana invertida y a menudo asimétrica. Son de color verde oscuro y brillantes por encima, y por el envés es vellosa y color óxido, en particular a lo largo de la nervadura central y las venas. La semilla es una corta bellota de 9-16 mm de largo, de color marrón anaranjado, encerrado durante un tercio o la mitad de su longitud en una copa plana. La bellota madura al final de su segunda temporada. La corteza es marrón gris oscuro con surcos estrechos y poco profundos.
El roble rojo del Sur se ha documentado ocasionalmente que hibrida con otros robles rojos en la región.

## Taxonomía
Quercus falcata fue descrita por  André Michaux    y publicado en Histoire des Chênes de l'Amérique no. 16, pl. 28. 1801.
Etimología
Quercus: nombre genérico del latín que designaba igualmente al roble y a la encina.
falcata: epíteto latín que significa "con forma de hoz".
Sinonimia
- Quercus aurea Raf.
- Quercus cuneata var. falcata (Michx.) Dippel
- Quercus digitata Sudw.
- Quercus elongata Muhl.
- Quercus hudsoniana Dippel
- Quercus hypophlaeos Petz. & G.Kirchn.
- Quercus nigra var. digitata Marshall
- Quercus nigra var. falcata (Michx.) Kuntze
- Quercus nigra var. triloba (Michx.) Kuntze
- Quercus nobilis K.Koch
- Quercus rubra Sarg.
- Quercus triloba Michx.[4][5]